# Calycomyza hyptidis
Calycomyza hyptidis är en tvåvingeart som beskrevs av Spencer 1966. Calycomyza hyptidis ingår i släktet Calycomyza och familjen minerarflugor.
Artens utbredningsområde är Florida. Inga underarter finns listade i Catalogue of Life.